# Универзитет Минас Жераис (државни)
Државни универзитет Минас Жераис (порт. Universidade do Estado de Minas Gerais; UEMG) је бразилски државни универзитет основан 1989. Осим Бело Оризонтеа универзитет има кампове широм савезне државе Минас Жераис.